# سيريل كونغ
سيرين كونج هي مغنية وكاتبة أغاني ومنتجة سنغافورية، حازت على جائزة الرسم البياني الذهبي الصيني العالمي ثلاث مرات، وحازت ثلاث مرات على جوائز سنغافورة هيت وجوائز نجمة سنغافورة.
اشتهرت بصوتها العاطفي وكتابتها الأغاني الناجحة، ومن أعمالها المميزة《幸福 不难، والأغنية الرئيسية للمسلسل الدرامي 《 The Dream Makers - 明知 我 爱 你》 بالإضافة إلى أغانيها《最好 的 我》 مع الممثل جيسى شان.

## المشوار المهني

### 2010 -2012 بدايتها المهنية
مايو 2010 : أصدرت أول ألبوم لها يتألف من 10 مؤلفات، واعتبرت من أفضل عشر أغاني على محطات أذاعة الأغانى في سنغافورة وماليزيا، من بينها أغنية شعبية انتشرت على نطاق واسع وهي 《明知 我 愛 single》، وتعاونت مع الممثل جيسى شان في أغنية 《最好 的 我》، وتجاوزت تلك الأغنية المليون مشاهدة على اليوتبوب في العام ذاته، واستطاعت أن تجذب متابعين لموسيقاها في الصين.
كانت سيرين من بين الفنانين الأكثر ترشيحًا في حفل توزيع جوائز سنغافورة، وحصلت على جائزتين («الوافد الجديد الأكثر شعبية 最受欢迎 新人 奖» و «الوافد الجديد الممتع 优秀 新人 奖») و 4 ترشيحات بما في ذلك أغنيتها 《 يتم ترشيح 明知 我 愛》》 عن «أفضل تكوين محلي» 《最佳 作曲》 إلى جانب فنانين مشهورين للغاية مثل تانيا تشوا Tanya Chua.
قامت سيرين بتصوير إعلانين مع F&N Beverages ، أحدهما أظهر أغنيتها الأصلية "Lala". كما أنها شاركت في كتابة وإنتاج عدد من الأفلام السينمائية والدرامية، مع تسجيل أغانٍ موضوعية لمسلسل New Beginnings و ومسلسل The Dream Makers، وكذلك فيلم Love Cuts بطولة زوي تاي وممثل هونغ كونغ المخضرم كيني هو (何 家 劲). وفي عام 2014، تمت دعوتها كمغنية ماندارين الرئيسية وغنت أغنية 网 织 同心 (متماسكة مع قلب واحد).
ظهرت لأول مرة في مارس 2012 في تايوان مع الألبوم 《聲. 體. 輿 言 ، الذي وزعته Warner Music Taiwan 聲. 體. 與 言 |華納 線上 音樂 雜誌، وفي نفس العام أحيت أول حفل فردي لها كواحدة من الفنانين المميزين في مهرجان Huayi في Esplanade، وشاركها في الأعمال الأخرى المغني وكتاب الأغاني التايوانيين البارزين Waa Wei و Summer Lei.